# Coppa Davis 2005 Zona Asia/Oceania
La Zona Asia/Oceania (Asia and Oceania Zone) è una delle tre divisioni zonali nell'ambito della Coppa Davis 2005.

## Gruppo I
|                                                          | Play-off 2º turno 23-25 settembre                        | Play-off 2º turno 23-25 settembre                        | Play-off 2º turno 23-25 settembre                        |                                                          |  | Play-off 1º turno 15-17 luglio     | Play-off 1º turno 15-17 luglio     | Play-off 1º turno 15-17 luglio     |                                    |                                  | 1º turno 4-6 marzo               | 1º turno 4-6 marzo               | 1º turno 4-6 marzo               |                               |                                                   | 2º turno 29 aprile-1º maggio                      | 2º turno 29 aprile-1º maggio                      | 2º turno 29 aprile-1º maggio                      |                                                   |                         |
|                                                          |                                                          |                                                          |                                                          |                                                          |  |                                    |                                    |                                    |                                    |                                  |                                  |                                  |                                  |                               |                                                   |                                                   |                                                   |                                                   |                                                   |                         |
|                                                          |                                                          |                                                          |                                                          |                                                          |  |                                    |                                    |                                    |                                    |                                  | Lahore, Pakistan (erba)          |                                  |                                  |                               |                                                   |                                                   |                                                   |                                                   |                                                   |                         |
|                                                          |                                                          |                                                          |                                                          |                                                          |  |                                    |                                    |                                    |                                    |                                  | S                                | Thailandia                       | 2                                |                               |                                                   |                                                   |                                                   |                                                   |                                                   |                         |
|                                                          |                                                          |                                                          |                                                          |                                                          |  | Osaka, Giappone (Sintetico indoor) | Osaka, Giappone (Sintetico indoor) | Osaka, Giappone (Sintetico indoor) | Osaka, Giappone (Sintetico indoor) |                                  |                                  | Pakistan                         | 3                                |                               |                                                   | Lahore, Pakistan (erba)                           | Lahore, Pakistan (erba)                           | Lahore, Pakistan (erba)                           | Lahore, Pakistan (erba)                           | Lahore, Pakistan (erba) |
|                                                          |                                                          |                                                          |                                                          |                                                          |  | S                                  | Thailandia                         | 1                                  |                                    |                                  |                                  |                                  |                                  |                               |                                                   | Pakistan                                          | 4                                                 |                                                   |                                                   |                         |
|                                                          |                                                          |                                                          |                                                          |                                                          |  |                                    | Giappone                           | 4                                  |                                    | Taoyuan County, Taiwan (Cemento) | Taoyuan County, Taiwan (Cemento) | Taoyuan County, Taiwan (Cemento) | Taoyuan County, Taiwan (Cemento) |                               | S                                                 | Taipei cinese                                     | 1                                                 |                                                   |                                                   |                         |
|                                                          |                                                          |                                                          |                                                          |                                                          |  |                                    |                                    |                                    |                                    | S                                | Taipei cinese                    | 3                                |                                  |                               |                                                   |                                                   |                                                   |                                                   |                                                   |                         |
|                                                          | Bangkok, Thailandia (Cemento)                            | Bangkok, Thailandia (Cemento)                            | Bangkok, Thailandia (Cemento)                            | Bangkok, Thailandia (Cemento)                            |  |                                    |                                    |                                    |                                    |                                  | Giappone                         | 2                                |                                  |                               |                                                   |                                                   |                                                   |                                                   |                                                   |                         |
|                                                          | S                                                        | Thailandia                                               | 4                                                        |                                                          |  |                                    |                                    |                                    |                                    |                                  |                                  |                                  |                                  |                               |                                                   |                                                   |                                                   |                                                   |                                                   |                         |
|                                                          |                                                          | Indonesia                                                | 1                                                        |                                                          |  |                                    |                                    |                                    |                                    | Giacarta, Indonesia (Cemento)    | Giacarta, Indonesia (Cemento)    | Giacarta, Indonesia (Cemento)    | Giacarta, Indonesia (Cemento)    | Giacarta, Indonesia (Cemento) |                                                   |                                                   |                                                   |                                                   |                                                   |                         |
|                                                          |                                                          |                                                          |                                                          |                                                          |  |                                    |                                    |                                    |                                    |                                  |                                  | Indonesia                        | 2                                |                               |                                                   |                                                   |                                                   |                                                   |                                                   |                         |
|                                                          |                                                          |                                                          |                                                          |                                                          |  | Tientsin, Cina (Cemento)           | Tientsin, Cina (Cemento)           | Tientsin, Cina (Cemento)           | Tientsin, Cina (Cemento)           |                                  | S                                | Uzbekistan                       | 3                                |                               |                                                   | Jaipur, India (erba)                              | Jaipur, India (erba)                              | Jaipur, India (erba)                              | Jaipur, India (erba)                              | Jaipur, India (erba)    |
|                                                          |                                                          |                                                          |                                                          |                                                          |  | Indonesia                          | 1                                  |                                    |                                    |                                  |                                  |                                  |                                  | S                             | Uzbekistan                                        | 0                                                 |                                                   |                                                   |                                                   |                         |
|                                                          |                                                          |                                                          |                                                          |                                                          |  | S                                  | Cina                               | 4                                  |                                    | Nuova Delhi, India (erba)        | Nuova Delhi, India (erba)        | Nuova Delhi, India (erba)        | Nuova Delhi, India (erba)        |                               |                                                   | India                                             | 5                                                 |                                                   |                                                   |                         |
|                                                          |                                                          |                                                          |                                                          |                                                          |  |                                    |                                    |                                    |                                    |                                  | India                            | 5                                |                                  |                               |                                                   |                                                   |                                                   |                                                   |                                                   |                         |
|                                                          |                                                          |                                                          |                                                          |                                                          |  |                                    |                                    |                                    |                                    |                                  | S                                | Cina                             | 0                                |                               |                                                   |                                                   |                                                   |                                                   |                                                   |                         |
| Indonesia retrocessa al Group II della Coppa Davis 2006. | Indonesia retrocessa al Group II della Coppa Davis 2006. | Indonesia retrocessa al Group II della Coppa Davis 2006. | Indonesia retrocessa al Group II della Coppa Davis 2006. | Indonesia retrocessa al Group II della Coppa Davis 2006. |  |                                    |                                    |                                    |                                    |                                  |                                  |                                  |                                  |                               | Pakistan e India ammesse ai World Group Play-off. | Pakistan e India ammesse ai World Group Play-off. | Pakistan e India ammesse ai World Group Play-off. | Pakistan e India ammesse ai World Group Play-off. | Pakistan e India ammesse ai World Group Play-off. |                         |

## Gruppo II
|                                                                      | Play-off 15-17 luglio                                                | Play-off 15-17 luglio                                                | Play-off 15-17 luglio                                                |                                                                      |                                  | 1º turno 4-6 marzo                       | 1º turno 4-6 marzo               | 1º turno 4-6 marzo               |                         |                         | 2º turno 15-17 luglio                    | 2º turno 15-17 luglio                    | 2º turno 15-17 luglio                    |                                          |                                                           | 3º turno 23-25 settembre                                  | 3º turno 23-25 settembre                                  | 3º turno 23-25 settembre                                  |                                                           |                                          |
|                                                                      |                                                                      |                                                                      |                                                                      |                                                                      |                                  |                                          |                                  |                                  |                         |                         |                                          |                                          |                                          |                                          |                                                           |                                                           |                                                           |                                                           |                                                           |                                          |
|                                                                      |                                                                      |                                                                      |                                                                      |                                                                      |                                  | Auckland, Nuova Zelanda (Cemento indoor) |                                  |                                  |                         |                         |                                          |                                          |                                          |                                          |                                                           |                                                           |                                                           |                                                           |                                                           |                                          |
|                                                                      |                                                                      |                                                                      |                                                                      |                                                                      |                                  | S                                        | Nuova Zelanda                    | 4                                |                         |                         |                                          |                                          |                                          |                                          |                                                           |                                                           |                                                           |                                                           |                                                           |                                          |
|                                                                      | Teheran, Iran (Terra)                                                | Teheran, Iran (Terra)                                                | Teheran, Iran (Terra)                                                | Teheran, Iran (Terra)                                                |                                  |                                          | Kazakistan                       | 1                                |                         |                         | Auckland, Nuova Zelanda (Cemento indoor) | Auckland, Nuova Zelanda (Cemento indoor) | Auckland, Nuova Zelanda (Cemento indoor) | Auckland, Nuova Zelanda (Cemento indoor) | Auckland, Nuova Zelanda (Cemento indoor)                  |                                                           |                                                           |                                                           |                                                           |                                          |
|                                                                      |                                                                      | Kazakistan                                                           | 3                                                                    |                                                                      |                                  |                                          |                                  |                                  |                         | S                       | Nuova Zelanda                            | 3                                        |                                          |                                          |                                                           |                                                           |                                                           |                                                           |                                                           |                                          |
|                                                                      | S                                                                    | Iran                                                                 | 2                                                                    |                                                                      | Teheran, Iran (Terra)            | Teheran, Iran (Terra)                    | Teheran, Iran (Terra)            | Teheran, Iran (Terra)            |                         |                         | Kuwait                                   | 2                                        |                                          |                                          |                                                           |                                                           |                                                           |                                                           |                                                           |                                          |
|                                                                      |                                                                      |                                                                      |                                                                      |                                                                      | S                                | Iran                                     | 1                                |                                  |                         |                         |                                          |                                          |                                          |                                          |                                                           |                                                           |                                                           |                                                           |                                                           |                                          |
|                                                                      |                                                                      |                                                                      |                                                                      |                                                                      |                                  |                                          | Kuwait                           | 4                                |                         |                         |                                          |                                          |                                          |                                          |                                                           | Auckland, Nuova Zelanda (Cemento indoor)                  | Auckland, Nuova Zelanda (Cemento indoor)                  | Auckland, Nuova Zelanda (Cemento indoor)                  | Auckland, Nuova Zelanda (Cemento indoor)                  | Auckland, Nuova Zelanda (Cemento indoor) |
|                                                                      |                                                                      |                                                                      |                                                                      |                                                                      |                                  |                                          |                                  |                                  |                         |                         |                                          |                                          |                                          |                                          |                                                           | S                                                         | Nuova Zelanda                                             | 2                                                         |                                                           |                                          |
|                                                                      |                                                                      |                                                                      |                                                                      |                                                                      |                                  | Lautoka, Figi (Cemento)                  | Lautoka, Figi (Cemento)          | Lautoka, Figi (Cemento)          | Lautoka, Figi (Cemento) | Lautoka, Figi (Cemento) |                                          |                                          |                                          |                                          |                                                           | S                                                         | Corea del Sud                                             | 3                                                         |                                                           |                                          |
|                                                                      |                                                                      |                                                                      |                                                                      |                                                                      |                                  |                                          | Oceania Pacifica                 | 3                                |                         |                         |                                          |                                          |                                          |                                          |                                                           |                                                           |                                                           |                                                           |                                                           |                                          |
|                                                                      | Beirut, Libano (Terra)                                               | Beirut, Libano (Terra)                                               | Beirut, Libano (Terra)                                               | Beirut, Libano (Terra)                                               |                                  | S                                        | Libano                           | 2                                |                         |                         | Seul, Corea del Sud (Cemento)            | Seul, Corea del Sud (Cemento)            | Seul, Corea del Sud (Cemento)            | Seul, Corea del Sud (Cemento)            | Seul, Corea del Sud (Cemento)                             |                                                           |                                                           |                                                           |                                                           |                                          |
|                                                                      | S                                                                    | Libano                                                               | 3                                                                    |                                                                      |                                  |                                          |                                  |                                  |                         |                         | Pacific Oceania                          | 0                                        |                                          |                                          |                                                           |                                                           |                                                           |                                                           |                                                           |                                          |
|                                                                      |                                                                      | Filippine                                                            | 2                                                                    |                                                                      | Manila, Filippine (Terra indoor) | Manila, Filippine (Terra indoor)         | Manila, Filippine (Terra indoor) | Manila, Filippine (Terra indoor) |                         | S                       | Corea del Sud                            | 5                                        |                                          |                                          |                                                           |                                                           |                                                           |                                                           |                                                           |                                          |
|                                                                      |                                                                      |                                                                      |                                                                      |                                                                      |                                  | Filippine                                | 2                                |                                  |                         |                         |                                          |                                          |                                          |                                          |                                                           |                                                           |                                                           |                                                           |                                                           |                                          |
|                                                                      |                                                                      |                                                                      |                                                                      |                                                                      |                                  | S                                        | Corea del Sud                    | 3                                |                         |                         |                                          |                                          |                                          |                                          |                                                           |                                                           |                                                           |                                                           |                                                           |                                          |
| Iran e the Filippine retrocesse al Group III della Coppa Davis 2006. | Iran e the Filippine retrocesse al Group III della Coppa Davis 2006. | Iran e the Filippine retrocesse al Group III della Coppa Davis 2006. | Iran e the Filippine retrocesse al Group III della Coppa Davis 2006. | Iran e the Filippine retrocesse al Group III della Coppa Davis 2006. |                                  |                                          |                                  |                                  |                         |                         |                                          |                                          |                                          |                                          | Corea del Sud promossa al Group I della Coppa Davis 2006. | Corea del Sud promossa al Group I della Coppa Davis 2006. | Corea del Sud promossa al Group I della Coppa Davis 2006. | Corea del Sud promossa al Group I della Coppa Davis 2006. | Corea del Sud promossa al Group I della Coppa Davis 2006. |                                          |

## Gruppo III
Località: Victoria Park Tennis Centre, Causeway Bay, Hong Kong (Cemento)

Data: 13-17 luglio
|   | Gruppo A             | HKG | MAS | KSA | TJK |   |                 | Gruppo B | VIE | SRI | BRN | QAT |
| 1 | Hong Kong (3-0)      |     | 3-0 | 3-0 | 3-0 | 1 | Vietnam (3-0)   |          | 2-1 | 2-1 | 3-0 |     |
| 2 | Malaysia (2-1)       | 0-3 |     | 2-1 | 3-0 | 2 | Sri Lanka (2-1) | 1-2      |     | 3-0 | 3-0 |     |
| 3 | Arabia Saudita (1-2) | 0-3 | 1-2 |     | 2-1 | 3 | Bahrein (1-2)   | 1-2      | 0-3 |     | 2-1 |     |
| 4 | Tagikistan (0-3)     | 0-3 | 0-3 | 1-2 |     | 4 | Qatar (0-3)     | 0-3      | 0-3 | 1-2 |     |     |

|   | 1°-4° Play-off  | HKG | MAS | VIE | SRI |   |                      | 5th-8th Play-off | BRN | KSA | QAT | TJK |
| 1 | Hong Kong (3-0) |     | 3-0 | 3-0 | 3-0 | 1 | Bahrein (2-1)        |                  | 2-1 | 2-1 | 1-2 |     |
| 2 | Malaysia (2-1)  | 0-3 |     | 3-0 | 3-0 | 2 | Arabia Saudita (2-1) | 1-2              |     | 2-1 | 2-1 |     |
| 3 | Vietnam (1-2)   | 0-3 | 0-3 |     | 2-1 | 3 | Qatar (1-2)          | 1-2              | 1-2 |     | 2-1 |     |
| 4 | Sri Lanka (0-3) | 0-3 | 0-3 | 1-2 |     | 4 | Tagikistan (1-2)     | 2-1              | 1-2 | 1-2 |     |     |

- Hong Kong e Malaysia promosse al Gruppo II della Coppa Davis 2006.
- Qatar e Tajikstan retrocesse nel Gruppo IV della Coppa Davis 2006.

## Gruppo IV
Località: Thein Byu Tennis Club, Yangon, Birmania (Cemento)

Data: Settimana del 25 aprile
|   | Pool A                    | BAN | UAE | SYR | KGZ | TKM |   |                 | Pool B | SIN | OMA | MYA | JOR | IRQ |
| 1 | Bangladesh (4-0)          |     | 2-1 | 2-1 | 3-0 | 2-1 | 1 | Singapore (4-0) |        | 2-1 | 3-0 | 2-1 | 3-0 |     |
| 2 | Emirati Arabi Uniti (3-1) | 1-2 |     | 2-1 | 2-1 | 3-0 | 2 | Oman (3-1)      | 1-2    |     | 3-0 | 3-0 | 3-0 |     |
| 3 | Siria (2-2)               | 1-2 | 1-2 |     | 3-0 | 3-0 | 3 | Birmania (2-2)  | 0-3    | 0-3 |     | 3-0 | 3-0 |     |
| 4 | Kirghizistan (1-3)        | 0-3 | 1-2 | 0-3 |     | 3-0 | 4 | Giordania (1-3) | 1-2    | 0-3 | 0-3 |     | 3-0 |     |
| 5 | Turkmenistan (0-4)        | 1-2 | 0-3 | 0-3 | 0-3 |     | 5 | Iraq (0-4)      | 0-3    | 0-3 | 0-3 | 0-3 |     |     |

- Bangladesh e Singapore promosse al Gruppo III della Coppa Davis 2006.